# Бездез
Бездез (чеш. Bezděz) — готический замок с 40 метровой Большой башней, расположенный на 20 километров юго-восточнее чешского города Ческа-Липа.
Построен в 1264—1278 год по приказу чешского короля Пржемысла II Отакара. Однако король умер не дождавшись окончания стройки (он погиб в битве на Моравском поле в 1278 году). Позднее замок перешёл во владение рода панов из Михаловиц.
С 1621 года, когда владелец замка Альбрехт фон Валленштейн подарил его бенедиктинцам, Бездез стал местом паломничества, где ежегодно бывало до 40 000 богомольцев. До нашего времени на вершине уцелела готическая часовня, части дворца и две башни высотой 30 и 45 метров.